# Miyakea expansa
Miyakea expansa là một loài bướm đêm trong họ Crambidae.